# Сун Цзяожэнь
Сун Цзяожэ́нь (кит. упр. 宋教仁, пиньинь Sòng Jiàorén, 5 апреля 1882 — 22 марта 1913) — китайский политик-республиканец, основатель и первый лидер Гоминьдана.

## Биография
Он принимал активное участие в оппозиционном антиманьчжурском движении. В 1905 году был одним из основателей Тунмэнхой — Союзной Лиги, в которой по своему влиянию был вторым человеком после Сунь Ятсена. После Синьхайской революции и провозглашения Китайской Республики в августе 1912 года произошло слияние Союзной Лиги с четырьмя небольшими партиями, что привело к созданию Республиканской Народной партии (Гоминьдана), председателем которой он стал.
Став во главе Гоминьдана, привёл партию к победе на состоявшихся в начале 1913 года парламентских выборах и стал одним из кандидатов в премьер-министры. Обеспокоенный победой республиканцев президент Юань Шикай сначала пытался подкупить Сун Цзяожэня, а когда это не принесло результатов, 20 марта 1913 года в Шанхае было совершено покушение на него. Получив в результате него тяжёлое ранение, Сун скончался спустя двое суток.